# Erich Burgener
Erich Burgener (Raron, 15 februari 1951) is een voormalig profvoetballer uit Zwitserland die speelde als doelman. Hij beëindigde zijn loopbaan in 1986 bij Servette.

## Interlandcarrière
Burgener speelde in totaal 64 officiële interlands (geen doelpunten) voor Zwitserland. Onder leiding van bondscoach René Hüssy maakte hij zijn debuut op 22 juni 1973 in de vriendschappelijke wedstrijd tegen Schotland (1-0) in Bern, net als Jean-Yves Valentini (FC Sion), Ulrich Wegmann (Servette FC) en Fernand Luisier (FC Sion).

## Erelijst
Lausanne Sports
- Zwitserse beker

1981
 Servette Genève
- Zwitsers landskampioen

1985
- Zwitserse beker

1984